# نقطه جوش (فیلم ۱۹۹۳)
نقطه جوش (انگلیسی: Boiling Point) فیلمی در ژانر مهیج به کارگردانی جیمز بی. هریس است که در سال ۱۹۹۳ منتشر شد.

## بازیگران
- وسلی اسنایپس
- دنیس هاپر
- ویگو مورتنسن
- دن هدایا
- کریستین الیز
- جیمز پیکنز جونیور
- جیمز تولکان
- جاناتان بانکز
- پال گلیسون
- سیمور کاسل
- توبین بل
- تونی لو بیانکو
- ولری پرین
- نانسی سالیوان